# توسعات الملقم
توسعات الملقم (Server extension). في العادة عبارة عن نص مرمز أو بريمجات تسمح بتوسيع وظائف الملقم. كتلك المستخدمة في ملقم FrontPage الخاص بشركة مايكرو سوفت.